# Rien à déclarer
Rien à déclarer is een Frans-Belgische filmkomedie uit 2010 geschreven en geregisseerd door Dany Boon en met hem en Benoît Poelvoorde in de hoofdrollen. De film werd op gemengde kritieken onthaald, maar was een groot bioscoopsucces met meer dan negen miljoen toeschouwers en zo'n 67 miljoen euro omzet wereldwijd.

## Verhaal

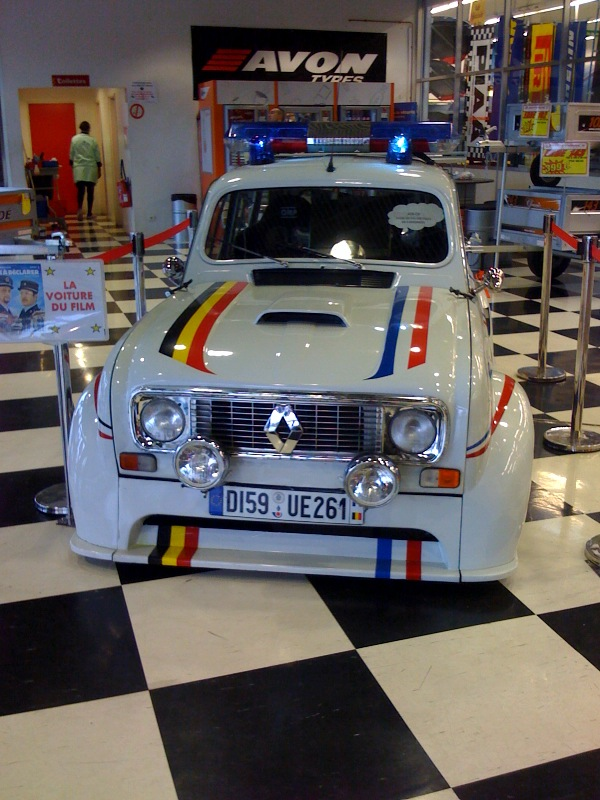
De Renault 4L gebruikt in de film.

Het jaar 1993. Ruben Vandevoorde is een douaneambtenaar in het Belgische deel van de (fictieve) stad Koorkin. Als notoir francofoob heeft hij een hekel aan zijn Franse collega's aan de andere kant van de grens en laat dat ook merken. Het is meteen de reden dat zijn zus Louise haar relatie met een van hen voor hem en hun al even francofobe vader verbergt.
In navolging van het Verdrag van Maastricht zal de douanepost echter worden gesloten en vervangen door mobiele brigades. Ruben en zijn Franse collega Mathias zijn vrijwilliger om de eerste Frans-Belgische vliegende douanebrigade te vormen. Beiden hebben echter een motief: Ruben heeft van de pastoor gehoord dat zijn haat jegens de Fransen hem buiten de hemel zal houden; Mathias wil in de gunst van Rubens familie komen gezien hij samen is met Rubens zus Louise.
Het budget is echter krap. Met slechts 40.000 Belgische frank kunnen er slechts een oude Renault 4 en een mobiele telefoon af. Daarmee gaan ze op de kleine landwegen patrouilleren tegen smokkelaars. Dat wordt geen succes. De telefoon werkt niet, de auto rijdt slecht, ze rijden per ongeluk de eigen banden stuk en ze hebben duidelijk een hekel aan elkaar. Ze gaan naar de garage voor nieuwe banden, maar de garagist verbouwt hun auto tot een racewagen. Van dan af gaat het werk heel wat beter en worden ze zelfs vrienden. Ruben neemt Mathias nog wel onder vuur als die vertelt van zijn relatie met Louise, maar hij draait bij. Uiteindelijk arresteren ze zelfs een bende drugskoeriers en worden samen in de bloemetjes gezet.

## Rolverdeling
| Acteur            | Personage                    | Opmerkingen               |
| ----------------- | ---------------------------- | ------------------------- |
| Benoît Poelvoorde | Ruben Vandevoorde            | Belgische douanier        |
| Dany Boon         | Mathias Ducatel              | Franse douanier           |
| Julie Bernard     | Louise Vandevoorde           | zus van Ruben             |
| Bouli Lanners     | Bruno Vanuxem                | collega van Ruben         |
| Jean-Paul Dermont | Léon Vandevoorde             | vader van Ruben en Louise |
| Eric Godon        | Willems                      | Belgische douanechef      |
| Philippe Magnan   | Mercier                      | Franse douanechef         |
| Karin Viard       | Irène Janus                  | Taverne-eigenares         |
| François Damiens  | Jacques Janus                | Taverne-eigenaar          |
| Laurent Gamelon   | Duval                        | Drugshandelaar            |
| Bruno Lochet      | Tiburce                      | Drugskoerier              |
| Sylviane Alliet   | Klant van de "No Man's Land" |                           |